# 红胸䴓
红胸鳾（学名：Sitta canadensis）是鳾科鳾屬的一种小型鸣禽。其种加词“canadensis”意为“加拿大的”。

## 形态
成鸟背部为蓝灰色，腹部为肉桂色，喉部白色，脸部有一个黑色条纹穿过眼睛，喙为灰色，冠为黑色。它的叫声很象小号，高亢还有鼻音。它生活在加拿大，阿拉斯加和美国东北部和西部的针叶林。这种鸟通常居住在固定的地方，如果食物短缺，则定期飞往南方。在墨西哥湾沿岸地区和墨西哥北部发现它们觅食的踪迹。它们在树木的主干或者大枝上寻找食物，有时在飞行中捕食昆虫。它们主要以昆虫和种子为食，尤其是针叶树的种子。它们在枯木上筑巢，通常贴近地面。